# Amblyomma dissimile
Amblyomma dissimile är en fästingart som beskrevs av Koch 1844. Amblyomma dissimile ingår i släktet Amblyomma och familjen hårda fästingar. Inga underarter finns listade i Catalogue of Life.